# 武克塞
武克塞（法語：Vouxey，法語發音：[vuksɛ] ⓘ）是法国大東部大區孚日省的一个市镇，属于讷沙托区。

## 地理
武克塞（48°21'6"N, 5°49'32"E）面积23.28 平方千米，位于法国大東部大區孚日省，该省份为法国东北部内陆省份，北起默兹省和默尔特-摩泽尔省，西接上马恩省，南至上索恩省和贝尔福地区省，东临上莱茵省和下莱茵省。
与武克塞接壤的市镇（或旧市镇、城区）包括：巴莱维尔、巴维尔、沙特努瓦、多兰库尔、韦维尔、勒莫维尔、鲁夫尔拉谢蒂沃、讷沙托。
武克塞的时区为UTC+01:00、UTC+02:00（夏令时）。

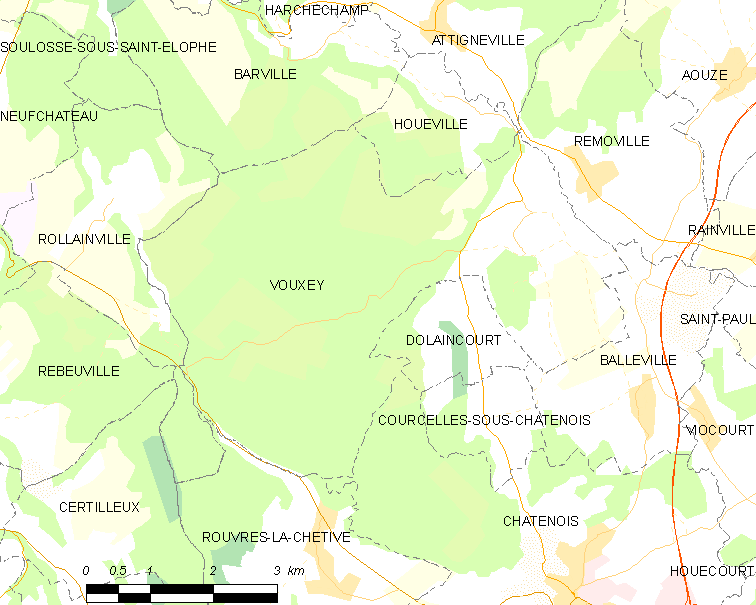
武克塞的OSM定位图

## 行政
武克塞的邮政编码为88170，INSEE市镇编码为88523。

## 政治
武克塞所属的省级选区为米尔库尔县。

## 人口

1962-2008年间武克塞人口变化图示

武克塞于2022年1月1日时的人口数量为169人。